# Arco de Bará
El Arco de Bará (en catalán arc de Berà, que derivaría del nombre del conde Bera) es un arco honorífico situado en Roda de Bará, a unos 20 km al nordeste de Tarragona (España), en la localidad de Roda de Bará. El arco está situado sobre el trazado del que fue la  Vía Augusta, actualmente sobre la carretera N-340. Fue erigido por disposición testamentaria de Lucio Licinio Sura a finales del siglo I a. C., y dedicado al emperador Augusto. De una sola apertura, está construido con sillares de piedra local, con ocho pilastras estriadas, remates por capiteles corintios, que sostienen un entablamento con una inscripción alusiva a su construcción. Se supone que fue dedicado a Augusto o a su genio, y que sirvió para marcar los límites territoriales que dependían de Tarraco.[2] Ha sido objeto de diversas rehabilitaciones y modificaciones.
En 2016 se estrenó la película Arc de Barà rodada en el camping del mismo nombre situado junto al monumento. Dirigida por Juan Carlos Ceinos y protagonizada por Trini Montoliu, Carlos Noriega y Pablo Van Dar Nayar. La película obtuvo diversos premios y reconocimientos internacionales.

## Descripción
El arco de Bará fue construido con sillares de piedra calcárea local, procedente de la cantera de Elies, muy próxima, junto al actual casco urbano de Roda de Bará. Los sillares del zócalo del podio están cortados en una piedra de diferente color y más consistente. A partir de su análisis y del estudio comparativo de los diferentes elementos y del conjunto del arco, se puede afirmar que es un exponente de la arquitectura realizada en las provincias occidentales del imperio al final del s. I a. C. Los elementos clave para esta afirmación son: la técnica constructiva, la estructura global del edificio, la disposición de los elementos y la morfología de sus capiteles. En su diseño, se utilizó como unidad de medida el pie romano de 0,296 m y se establecieron dos módulos básicos de dos y medio y cinco y medio pies romanos. Esta modulación permite determinar que el arco –en su origen–, tenía un ático en la parte superior, los restos del cual pueden observarse en dibujos antiguos y en los comentarios de los arquitectos responsables de la restauración que se le realizó en 1788.
Construido con opus quadratum, es un monumento de una gran sobriedad y de formas muy sencillas, que se incluye dentro del grupo de arcos de una sola apertura, por la cual discurría la vía Augusta. De planta rectangular, apoya sobre dos podios con zócalo. El cuerpo central está presidido por el arco, destacado por una arquivolta moldurada. Enmarcan el arco dos lesenas, en la parte interna, y dos lesenas de ángulo en los extremos de las fachadas principales del edificio. Estas lesenas, con bases áticas, fustes acanalados y capiteles corintios, apoyan sobre una moldura corrida que hace las funciones de plinto. El entablamento del edificio estaba formado por un arquitrabe –moldurado a la parte superior–, un friso –también moldurado y con una inscripción–, y una cornisa con denticulados. Actualmente, solo se conservan algunos elementos originales del arquitrabe y del friso. De la cornisa original romana, se recuperaron unos fragmentos en el curso de las excavaciones realizadas en 1994, que han sido depositados en la última restauración llevada a cabo. A los lados menores del monumento, dos lesenas de ángulo ocupan el cuerpo central.

## Contexto

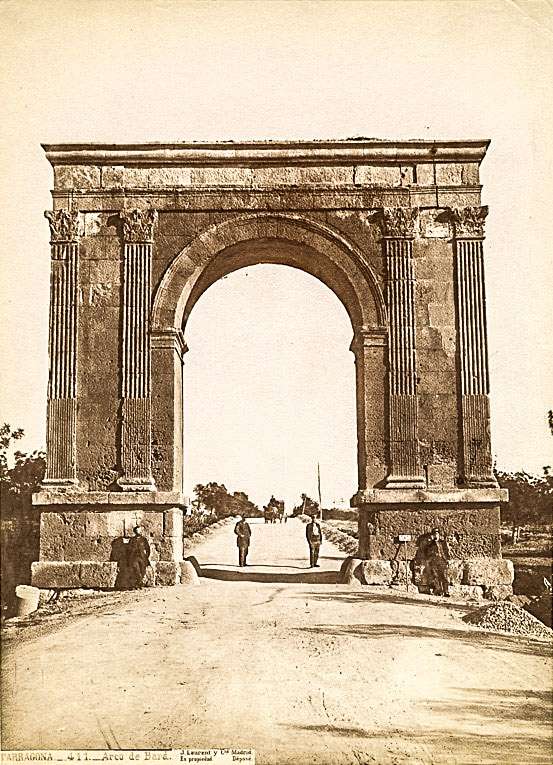
Arco de Bará, Tarragona, fotografía de Juan Laurent, 1866-1867, Department of Image Collections, National Gallery of Art Library, Washington D. C.

El arco de Bará fue construido al trazado de la antigua vía Augusta a finales del s. I a. C. Muy probablemente, fue consagrado al emperador Augusto o bien a su numen o genius, en un momento en que esta vía fue objeto de una reforma. Una inscripción parcialmente conservada nos indica que fue erigido por disposición testamentaria de Lucio Licinio Sura, un ciudadano romano residente en Tarraco.
Después de su construcción, el arco ha sido objeto de numerosas modificaciones y restauraciones, que podemos seguir desde la primera mención escrita de que disponemos, datada el 1525, gracias a las representaciones gráficas que se han ido sucediendo a lo largo del tiempo. Entre 1984 y 1992, fue objeto de una serie de trabajos de investigación y documentación que aportaron una nueva visión del monumento, recogida en una publicación (X. Dupré Raventós. El arco romano de Bará (Hispania Citerior), Monografía de la Sección Histórico arqueológica III, Instituto de Estudios Catalanes. Barcelona, 1994).

### Arcos honoríficos
El arco romano viene a sustituir la columna honorífica grecohelenística y, como esta, estaba pensado para soportar una estatua o un grupo de estatuas. Con un claro valor honorífico, los arcos no fueron siempre erigidos para conmemorar una victoria militar y, por eso, aunque se los conoce genéricamente como arcos triunfales, es más adecuado utilizar el término de arco honorífico para designar este tipo de monumentos.
Su programa iconográfico y decorativo incluye normalmente relevos, alguna estatua coronándolo y las inscripciones, donde se hace mención de los personajes homenajeados, las dedicatorias y el motivo de la construcción. Las palabras latinas que designan este tipo de monumento son: abastece –utilizado en época republicana–, arcus e ianus. Este último utiliza el nombre de una divinidad arcaica del pasaje para referirse a un tipo de monumento, el arco, que acontece la verdadera expresión del rito del pasaje, erigiéndose en lugares de carácter sagrado o especialmente significativos.
Desde Augusto se difunde rápidamente este tipo de construcción por todas las provincias del imperio, y el principal motivo de homenaje es el mismo emperador, por lo cual la inmensa mayoría de los arcos serán edificados por los emperadores o para los emperadores. Si se observa el conjunto de arcos construidos en época augusta, la gran mayoría fueron erigidos en honor a Augusto y, principalmente, dedicados por el Senado Romano. Se convierten así en un elemento significativo de la presencia de Roma.
No todos los arcos tenían la misma función. Algunos definían los límites de un territorio, normalmente relacionados con los cauces de comunicación. Otros se encontraban integrados en el entorno urbanístico de un municipio o de una colonia, delimitando el territorio, o relacionados con los ríos. Algunos tenían un marcado carácter funerario, construidos en memoria de una persona o de una familia destacada.[2]

### Arcos hispánicos
A partir del Principado de Augusto, en las principales ciudades de las provincias hispánicas y a los cauces de comunicación, apareció un nuevo tipo de construcción: el arco honorífico, que podía ser promovido por iniciativa pública, o bien por la acción de los mismos ciudadanos.
Siguiendo el modelo nacido en Roma, ya en época republicana, se difundió rápidamente su construcción por todas las provincias del imperio. A pesar de todo, tan solo unos pocos han llegado hasta nosotros con estados de conservación diversos. Es el caso de los de Alcántara y Cáparra en Cáceres, el de Cabanes en Castellón, el de Medinaceli en Soria, el de Mértola en Portugal y los de Martorell (Barcelona) y Bará, que nos ocupa. Otros, desaparecidos, se conocen gracias a los dibujos realizados cuando todavía existían –es el caso del arco de Sádaba–; otros nos son conocidos por algunos de sus elementos arquitectónicos –caso del arco de Ciempozuelos (Madrid), el de Córdoba, Itálica (Sevilla), Líria (Valencia), Málaga, Mérida o Tarragona –construido en el Foro de la Colonia–, del cual nos han llegado una serie de relieves con la representación de armas y cautivos. En otros casos, su existencia viene documentada por materiales epigráficos –Lucentum (Alicante), Jérica (Castelló) o Mengíbar (Jaén)-, así como por las emisiones de monedas, como es el caso del probable arco de Tarraco dedicado a Galba en 68 o principios del 69 d. C. para conmemorar la liberación de Hispania de los abusos de Nerón y de sus herederos.
En relación con las tipologías, se tienen todo tipo de representaciones: de una sola apertura –como el de Bará–; de tres huecos –como el de Medinaceli–, o, incluso, cuadrifontes –como es el caso de Cáparra. Las principales características de los arcos honoríficos construidos a las provincias romanas de la península es su sobriedad, a pesar de que, aunque se destaque la gran sencillez decorativa de los monumentos hispánicos en relación con los otras provincias del imperio, no se tiene que olvidar ni la existencia de los elementos ornamentales de algunos de estos –que han llegado a nuestros días–, ni el hecho que, generalmente, estos arcos estaban coronados por estatuas o por grupos escultóricos.

## Historia

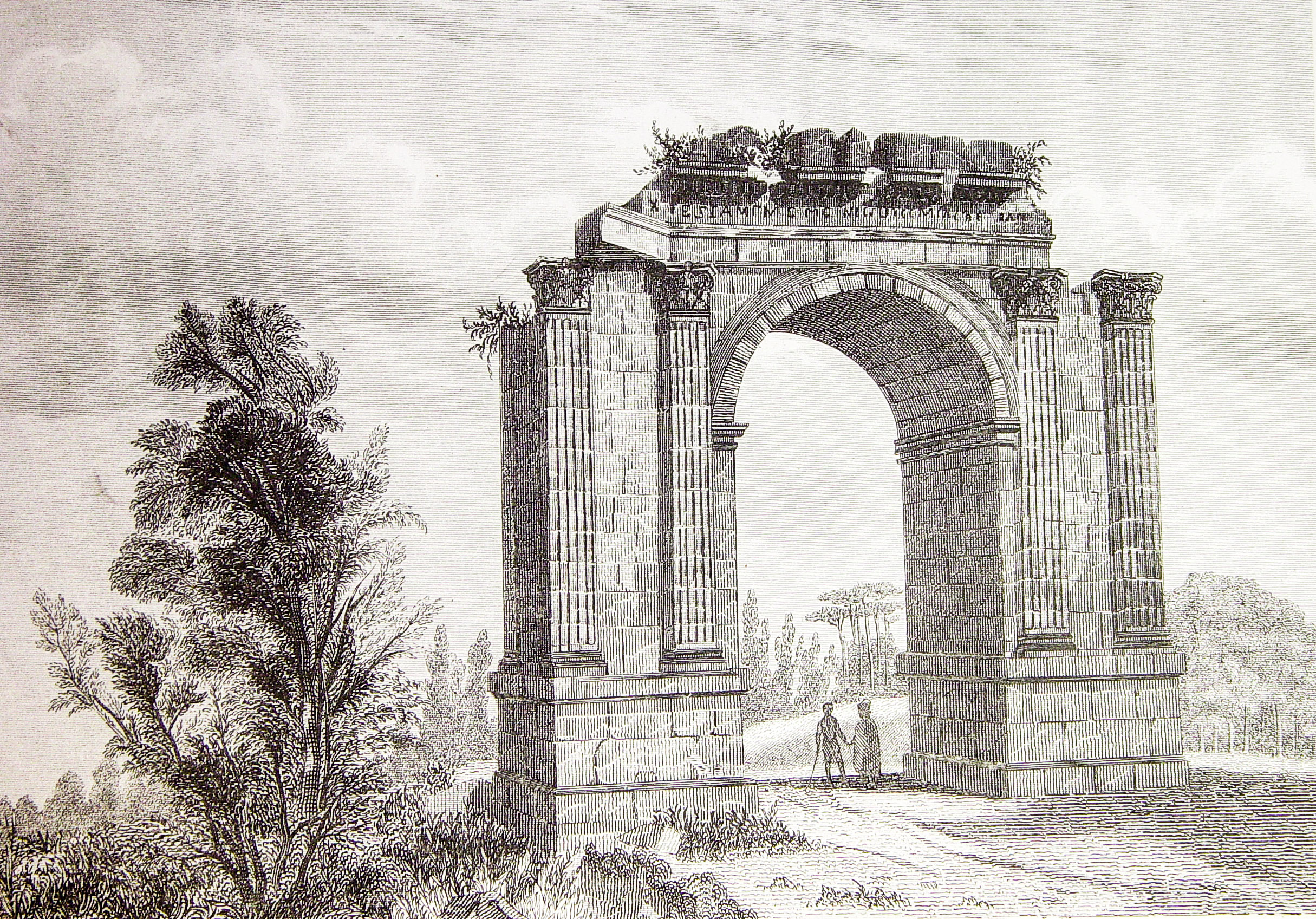
Arco de Bará en Las glorias nacionales (1852-1854)

El arco de Bará se construyó en el punto en que la vía Augusta atravesaba el límite del ager tarraconensis, a unos 25 kilómetros al nordeste de la ciudad de Tarraco. Punto geográficamente importante, pero sin relación con un límite jurídico de la administración romana. No se puede considerar, pues, un arco territorial, sino un arco del tipo que se ha denominado semiurbano. El contexto histórico en que se tiene que referenciar la construcción del arco de Bará viene dominado por la reforma administrativa emprendida por Augusto el 27 a. C. y en la cual Tarraco pasa a ser capital de la Provincia de Hispania Citerior. En el mismo marco, se tiene que tener en cuenta la reforma de la red viaria hispánica llevada a cabo por Augusto dentro de su reforma de las provincias hispánicas y de su política de asentamientos urbanos.
Para Tarraco esta reforma tiene un gran significado, puesto que representa un cambio de trazado de la vía, que accede en la ciudad por el este mediante una puerta, de la cual se pueden ver los restos a la base de la torre de las Monjas del siglo XV. La relación entre arcos honorarios y cauces de comunicación se establece en época de Augusto con la construcción en 27 a. C. de los arcos del puente Milvi en Roma y de la puerta de Rímini –inicio y final, respectivamente, de la Vía Flaminia–. En España tenemos los ejemplos de los arcos de Martorell y Mengíbar, que se encuentran en el recorrido de la vía Augusta y que habrían sido realizados por iniciativa oficial. La construcción de arcos honoríficos fruto de la iniciativa privada, relacionados con la construcción de vías, tiene ejemplos notables como es el caso de los arcos de Saint-Chamas o el arco de Saintes. El motivo de la construcción del arco de Bará, pues, podría estar relacionado con la reforma de la vía Augusta, construido por iniciativa de un personaje privado (Lucio Licinio Sura) y dedicado al emperador Augusto en el marco del culto imperial, que tantos ejemplos presenta en Tarraco, ciudad donde el emperador residió dos años.

### Promotor
Lucio Licinio Sura, ciudadano romano que probablemente murió en Tarraco al final del s. I a. C., fue quien decidió la construcción del arco de Bará. El nombre de este personaje aparece en la inscripción que actualmente se encuentra en cuatro bloques del arquitrabe de la cara norte del monumento. Se sabe, pero, que hasta la restauración de 1840, se conservaban dos bloques más y que debía de ocupar el espacio central del friso de la fachada meridional. Mediante dibujos y documentos, así como por las partes actualmente conservadas, se puede proponer una lectura de esta inscripción que nos refiere la voluntad de Lucio Licinio Sura porque, una vez muerto, se construyera este edificio dedicado, probablemente al mismo emperador Augusto. Este no aparece en la inscripción, pero es posible que estuviera citado, como objeto del homenaje, en otra inscripción que podía haber existido en el ático que debía de coronar el arco.
Inscripción del friso: 
| EX TESTAMENTO. L. LICINI. L.F. SERG. SURAE CONSECRATUM |

Por la inscripción se sabe, también, que Lucio Licinio Sura pertenecía a la tribu Sergia y que, por lo tanto, no era originario de Tarraco –capital de la provincia de la Hispania Citerior–, sino que pertenecía a la tribu Galeria. No se conocen más datos sobre la vida de este personaje, pero el hecho que en su muerte dispusiera la construcción de un arco, en un acto de altruismo, hace pensar que debía de ser una persona acomodada que debía de tener una activa participación en la ciudad.
Según las últimas investigaciones, el Lucio Licinio Sura que aparece a la inscripción del arco se podría identificar con (Lucius Licinius) Sura, prefecto de la Colonia Victrix Iulia Lepida, que aparece documentado en una emisión de monedas del año 39 a. C., y no al Lucio Licinio Sura –senador y amigo del emperador Trajano–, con quien tradicionalmente se había relacionado. Dada la importancia que adquiere Tarraco durante el último cuarto del s. I a. C. –convertida en capital de la provincia y con la presencia de Augusto–, no es extraño que el prefecto de Lépida quisiera continuar su carrera política en esta ciudad.

### Evolución de su imagen
El arco de Bará se encontraba ya bastante deteriorado en 1563, cuando Anton Van de Wyngaerde lo dibujó. Durante los siglos XVII y XVIII, continuó un lento proceso de degradación hasta el año 1788, en el cual fue objeto de una cuidadosa y parcial restauración, dirigida por el arquitecto Juan Antonio Rovira. Esta consistió, fundamentalmente, en la sustitución de los sillares que se encontraban degradados y en la construcción de obra nueva de una parte del monumento que había desaparecido.
El 1840, sufrió una nueva restauración –en este caso muy lamentable–, promovida por el gobernador de Tarragona, Juan Van Halen y Sartí, con el objetivo de dedicar el monumento, reestructurado, a la reina Isabel II y al general Espartero, rebautizándolo con el nombre de "Arco de la paz". El objetivo, pues, no fue una restauración y recuperación del monumento, sino una reutilización. Esta comportó una intervención que provocó la destrucción de algunos elementos únicos –bloques de la cornisa–, la desaparición de dos de los seis sillares de la inscripción latina –los otros cuatro se recolocaron en el centro del arquitrabe– y el repintado de todo el monumento con una capa de color ocre. Además, se instalaron dos inscripciones que hacían referencia en la restauración.
En julio de 1936, el arco sufrió los efectos de un atentado por parte de los partidarios de la Segunda República que puso en peligro su existencia. El Servicio de Catalogación y Conservación de Monumentos de la entonces Generalidad de Cataluña intervino inmediatamente, apuntalando provisionalmente el monumento y realizando una restauración muy respetuosa con la realidad del edificio. El aspecto que presenta el arco de Bará, pues, es muy diferente del original. Tan solo cuatro de los capiteles de lesena que se conservan son de época romana y buena parte de los bloques de los menajes del monumento son el fruto de las restauraciones anteriormente citadas.
Con posterioridad al proceso de investigación llevado a cabo entre 1984 y 1992 –que dio como fruto un conocimiento esmerado del monumento y de su estado de conservación–, y a las campañas de excavación que se realizaron en 94 y 97, se desarrolló la última intervención restauradora sobre el edificio, basada en tres proyectos sucesivos –agosto de 1992, enero de 1995 y noviembre de 1996–, redactados por el arquitecto Jaume Costa y el arqueólogo Xavier Dupré y financiados por el Ministerio de Fomento. Esta intervención, que le ha dado su aspecto actual, fue inaugurada el mayo de 1998.

### Uso simbólico
Además de ser un monumento clave del arte romano y de ser considerado un elemento muy importante para el conocimiento del desarrollo de la época romana en nuestras comarcas, el arco de Bará se ha convertido en un símbolo y un reclamo por la utilización de su imagen en el transcurso de diferentes épocas.
Portadas de libros de temática histórica o turística; anagramas de empresas, asociaciones o clubes, que han buscado en su imagen la solidez que se los podía proporcionar; imagen reproducida en todo tipo de materiales (carteles, camisetas, pinos…); objeto de representación con la fotografía desde los inicios de esta hasta su popularización con reproducción de postales en blanco y negro, coloreadas o en color –según las épocas–; testigo mudo del paso de la historia, que ha utilizado la imagen con fines varias –como puede apreciarse en las filmaciones obtenidas de diferentes acontecimientos transcurridos desde el principio de siglo hasta la actualidad–; nombre y objeto mítico de una romanidad que ha llegado hasta nuestros días.

## Historiografía
Además de varias referencias inéditas, la primera noticia bibliográfica que tenemos del arco de Bará se debe a P. A. Beuter (1538), que lo relaciona con un personaje legendario –de nombre Bara- y un episodio inverosímil de la lucha entre romanos y las tribus ibéricas. También es Beuter (1546) quién en mujer la primera representación gráfica, esquemática, con un arco muy estilizado y coronado por un frontón triangular.
L. Pons de Icart, si bien se limita a recopilar confusas especulaciones sobre el origen del topónimo (1572), es lo primero a transcribir sin errores la parte que se conservaba de la inscripción (en un manuscrito que permaneció inédito pero fue –indirectamente– el punto de partida de la tradición epigráfica posterior). A. Agustí, en uso de su erudición histórica, considera el monumento un arco triunfal –“hecho a un Lucio Licino Sura”– de la época de Trajano (1587). La opinión de Agustí tuvo una gran repercusión y su libro tuvo muchas traducciones y reediciones, en algunas de las cuales se incorporó un grabado con una bella reconstrucción del arco, con la inscripción incluida (esta imagen ya aparece en una edición italiana de 1592). De las observaciones de Agustí dependerán muchas obras posteriores, como la de J. Subidas (1609), y –de hecho– no hay aportaciones significativas hasta la segunda mitad del siglo XVIII. E. Flórez (1769), después de analizar críticamente la bibliografía anterior, también sigue Agustí, pero incorpora a su descripción un excelente grabado (a partir de un dibujo, a escala, de F. Bonifàs), que muestra el estado de conservación del arco poco antes de la restauración parcial de 1788.
Destacable es la aportación de A. de Laborde (1806), con una documentada descripción del monumento –con informaciones sobre las restauraciones del final del siglo anterior– y, sobre todo, dos extraordinarias láminas (a partir de sendos dibujos de los arquitectos J. Ligier y J. Moulinier): la una con una vista general del arco y la otra con su reconstrucción y varios detalles –a escala– de la decoración arquitectónica. J. F. Albiñana y A. de Bofarull (1849), además de criticar la aciaga “restauración” llevada a cabo nueve años antes y de darnos las medidas básicas del arco, incorporan a su texto un grabado (realizado por D. Soberano) que presenta un tipo de reconstrucción “virtual” de los ángulos superiores.
Casi coincidiendo con la realización de las primeras fotografías del arco, E. Hübner (1869) estudió detenidamente la documentación epigráfica anterior y estableció la lectura crítica de la inscripción. A Fernández-Guerra (1870) presentó la hipótesis que el arco marcaba el límite oriental entre los territorios de los cosetanos y de los ilergetes. En el siglo XX vieron la luz muchos trabajos científicos –generales y de detalle– sobre el monumento, de los cuales podemos mencionar los de los arquitectos R. Reventós y N. M. Rubió (1931), el historiador A. García y Bellido (1974), el epigrafista G. Alföldy (1975), el arquitecto A. Jiménez (1975 y 1977) y, especialmente, la tesis doctoral del arqueólogo X. Dupré (1994).